# العلاقات البنمية اللاوسية
العلاقات البنمية اللاوسية هي العلاقات الثنائية التي تجمع بين بنما ولاوس.

## مقارنة بين البلدين
هذه مقارنة عامة ومرجعية للدولتين:
| وجه المقارنة                                              | بنما                      | لاوس        |
| --------------------------------------------------------- | ------------------------- | ----------- |
| المساحة (كم2)                                             | 74.18 ألف                 | 236.80 ألف  |
| عدد السكان (نسمة)                                         | 4.10 مليون                | 6.86 مليون  |
| الكثافة السكانية (ن./كم²)                                 | 55.27                     | 28.97       |
| العاصمة                                                   | بنما                      | فيينتيان    |
| اللغة الرسمية                                             | اللغة الإسبانية           | اللغة اللاو |
| العملة                                                    | بالبوا بنمي، دولار أمريكي | كيب لاوي    |
| الناتج المحلي الإجمالي (بليون دولار)                      | 61.84 مليار               | 16.85 مليار |
| الناتج المحلي الإجمالي (تعادل القوة الشرائية) بليون دولار | 87.37 مليار               | 38.71 مليار |
| الناتج المحلي الإجمالي الاسمي للفرد دولار أمريكي          | 13.27 ألف                 | 1.82 ألف    |
| الناتج المحلي الإجمالي للفرد دولار أمريكي                 | 20.89 ألف                 |             |
| مؤشر التنمية البشرية                                      | 0.780                     | 0.575       |
| رمز المكالمات الدولي                                      | +507                      | +856        |
| رمز الإنترنت                                              | .pa                       | .la         |
| المنطقة الزمنية                                           | 00                        | ت ع م+07:00 |

## منظمات دولية مشتركة
يشترك البلدان في عضوية مجموعة من المنظمات الدولية، منها:
| علم المنظمة | اسم المنظمة                        | تاريخ انضمام بنما | تاريخ انضمام لاوس |
| ----------- | ---------------------------------- | ----------------- | ----------------- |
|             | يونسكو                             | 10 يناير 1950     | 9 يوليو 1951      |
|             | مؤسسة التمويل الدولية              | 20 يوليو 1956     | 29 يناير 1992     |
|             | منظمة حظر الأسلحة الكيميائية       | ?                 | ?                 |
|             | مؤسسة التنمية الدولية              | 1 سبتمبر 1961     | 28 أكتوبر 1963    |
|             | وكالة ضمان الاستثمار متعدد الأطراف | 21 فبراير 1997    | 5 أبريل 2000      |
|             | منظمة الشرطة الجنائية الدولية      | ?                 | ?                 |
|             | الأمم المتحدة                      | 13 نوفمبر 1945    | 14 ديسمبر 1955    |
|             | البنك الدولي للإنشاء والتعمير      | 14 مارس 1946      | 5 يوليو 1961      |

## وصلات خارجية
- موقع وزارة الخارجية البنمية